# Diego Giuseppe da Cadice
Diego Giuseppe da Cadice, al secolo Francisco José López-Caamaño García-Pérez (Cadice, 30 marzo 1743 – Ronda, 24 marzo 1801), è stato un presbitero spagnolo dell'Ordine dei frati minori cappuccini, beatificato da papa Leone XIII nel 1894.

## Biografia
Figlio di nobili decaduti, nel 1757 abbracciò la vita religiosa nel convento di Siviglia dei frati cappuccini. Fu ordinato sacerdote nel 1867.
Si distinse come predicatore e i superiori lo nominarono missionario apostolico. Propagò la devozione mariana alla Divina Pastora, ancora popolare in Spagna, e al mistero della Santissima Trinità.
La sua fama spinse Carlo III a nominarlo Grande di Spagna, inquisitore, vicario generale della armata e predicatore soprannumerario di corte.
Le sue omelie furono raccolte e pubblicate in cinque volumi tra il 1769 e il 1799.

## Il culto
La causa di canonizzazione fu introdotta il 15 gennaio 1863.
Il 10 febbraio 1884 papa Leone XIII ne decretò le virtù eroiche dichiarandolo venerabile e il 22 aprile 1894 lo proclamò beato.
Il suo elogio si legge nel Martirologio romano al 24 marzo.